# Live Insurrection
Live Insurrection è un live album pubblicato dalla band heavy metal Halford nel 2001.

## Tracce
CD1
1. Resurrection – 4:02
2. Made in Hell – 4:14
3. Into the Pit – 4:15
4. Nailed to the Gun – 3:35
5. Light Comes Out the Black – 5:01
6. Stained Class – 5:33
7. Jawbreaker – 3:25
8. Running Wild – 3:02
9. Slow Down – 4:40
10. The One You Love To Hate (Featuring Bruce Dickinson) – 3:12
11. Life In Black – 4:26
12. Hell's Last Survivor – 3:25
13. Sad Wings – 3:33
14. Savior – 2:58
15. Silent Screams – 7:32

CD2
1. Intro – 0:14
2. Cyberworld – 3:05
3. The Hellion – 0:48
4. Electric Eye – 3:29
5. Riding On the Wind – 3:11
6. Genocide [1st Encore] – 7:36
7. Beyond the Realms of Death – 6:52
8. Metal Gods [2nd Encore] – 4:34
9. Breaking the Law – 3:50
10. Blackout (Bonus Track per il mercato giapponese) – 4:19
11. Tyrant – 4:41
12. Screaming In the Dark – 3:42
13. Heart of a Lion – 3:51
14. Prisoner of Your Eyes – 4:34

## Formazione
- Rob Halford: voce
- Metal Mike Chlasciak: chitarra
- Patrick Lachma: chitarra
- Ray Riendeau: basso
- Bobby Jarzombek: batteria